# Edmond Friedel
Edmond Friedel (ur. 3 sierpnia 1895 w Nancy, zm. 15 sierpnia 1972) – francuski geolog

## Życiorys
Syn Georges’a Friedela. Dyrektor École nationale supérieure des mines de Paris w latach 1944-1963 (zastępca dyrektora od 1936 do 1944). Studiował na École polytechnique a potem na École nationale supérieure des mines de Paris, gdzie z czasem rozpoczął pracę. Przed wojną pracował w kopalniach na terenie Strasburga, Metz i Arras. W okresie II wojny światowej pomagał studentom pochodzenia żydowskiego i był aresztowany przez Gestapo. W 1964 otrzymał order Legii Honorowej (Grand Officier).